# أنطوان فرانسوا فوركروي
أنطوان فرانسوا فوركروي، (15 يونيو 1755 - 16 ديسمبر 1809) كان كيميائيًا فرنسيًا ومعاصرًا لأنطوان لافوازييه. تعاون فوركروي مع لافوازييه، وجايتون دي مورفو، وكلود بيرثوليت في تأليف كتاب Méthode de nomenclature chimiqu، الذي ساعد في توحيد التسميات الكيميائية.

## بداية حياته
وُلد فوركروي في باريس، وهو ابن عطار من أسرة دوق أورليان. بناءً على نصيحة عالم التشريح فيليكس فيك دازير (1748–1794) بدأ دراساته الطبية، وبعد العديد من الصعوبات الناجمة عن نقص الموارد حصل أخيرًا على شهادة الطبيب في عام 1780. قام بتدريس الكيمياء بين عامي 1783 و1787 في مدرسة ألفورت البيطرية. تحول اهتمام فوركروي على وجه التحديد إلى الكيمياء من قبل جيه بي إم بوكيه (1746–1780)، أستاذ الكيمياء في كلية الطب في باريس. في عام 1784، اختير فوركروي ليخلف بي جي ماكير (1718–1784) كمحاضر في الكيمياء في كلية جاردان دو روا، حيث لاقت محاضراته شعبية كبيرة.

## أعماله

### عمله في الكيمياء
كان فوركروي واحدًا من أوائل المتحولين إلى آراء لافوازييه، والتي ساعد في نشرها على نطاق واسع من خلال كتاباته الضخمة. يضم كتالوج الأوراق العلمية للجمعية الملكية تسعة وخمسين مذكرة كتبها فوركروي وحده، وثمانية وخمسين مكتوبة مع آخرين، معظمهم لويس نيكولا فاوكيلين. كان كتاب فوركروي الذي نُشر عام 1785، Entomologia Parisiensis sive, Catalogus insectorum quae in agro Parisiensi reperiuntur ...، والذي تشارك في تأليفه مع إتيان لويس جيوفروي، بمثابة مساهمة كبيرة في علم الحشرات المنهجي.
في وقت لاحق، مع لويس نيكولا فاوكيلين، حدد معدنًا في بقايا البلاتين أطلقوا عليه اسم «ptène». اعتبر عن اسم «ptene» أو «ptène» كمرادف مبكر للأوزميوم.

### العمل البيولوجي والكيميائي العصبي
نمت آراء ودراسات فوركروي من بوكيه. كان فوركروي ناقدًا للاستخدام المبكر للكيمياء في الطب، ورأى أهمية كبيرة في دراسة المواد الكيميائية للنباتات والحيوانات، وخاصة للاستخدام الطبي. أُنجزت معظم هذا العمل بالتعاون مع فاوكيلين، الذي أصبح مساعد فوركروي في عام 1784. خلال هذه الفترة من العمل مع فاوكيلين، أسس فوركروي مجلته الخاصة: La Médecine éclairée par les sciences physiques, ou Journal des découvertes relatives aux differentes parties de l'art de guérir، والتي تناولت بالتفصيل تحقيقاته في الكيمياء ومواد الجسم. كان فوركروي مقتنعًا بأن «النجاحات التي حققتها الكيمياء ستغير وجه الطب يومًا ما وتؤدي إلى ثورة مفيدة».
على الرغم من أن اسم فوركروي يظهر في عدد كبير من المذكرات الكيميائية والفسيولوجية والمرضية، إلا أنه كان مدرسًا ومنظمًا بقدر ما كان باحثًا ماهرًا. ابتداءً من عام 1791، استمر فوركروي في نشر ثلاث مذكرات جمعت سلسلة تجاربه البيولوجية، والتي كان معظمها يتعلق بكيمياء الدماغ البشري. في كتابه الأول، وصف حالة أدمغة الجثث التي درسها. وفي مقالته الثانية، يروي تجاربه الكيميائية المستمرة على المادة الدهنية في الدماغ، المعروفة الآن باسم الليبيد، بالإضافة إلى المكونات غير العضوية الموجودة. باستخدام أساليب أحدث من التقليد الخيميائي الذي سبقه، مثل الاستخراج والتحليل النوعي، استنتج فوركروي أن الدماغ يتكون من أحماض دهنية مع قواعد مع تسجيل بعض الخصائص الفيزيائية للمادة. كانت مذكرته الثالثة عبارة عن استمرار لعمليات الفصل والاستخراج التي أجراها على مادة الدماغ بالإضافة إلى خلاصته الوافية للمكونات الكيميائية للدماغ. كانت إحدى النتائج المثمرة لهذا العمل هي إعادة اكتشاف الفسفور في الدماغ، بعدما اكتشف لأول مرة من قِبل يوهان توماس هينسينغ عام 1719.
كما كان لفوركروي دور بارز في تطوير القانون الذي من شأنه أن يؤثر على التعليم الطبي في فرنسا. تعاون فوركروي مع الطبيب فرانسوا شوسييه لإنشاء تقرير سيكون أساسًا لقانون 1794، الذي دمج الطب والجراحة وأنشأ مدارس صحية قامت بتدريس هذين المجالين لجميع الطلاب. قبل هذا القانون، كان التعليم الطبي غير متجانس في جميع أنحاء فرنسا، حيث كانت تعمل العديد من الكليات والجامعات المختلفة وفقًا لمعايير مختلفة. أدى القانون الذي دفعه فوركروي إلى توحيد نظام التعليم الطبي الفرنسي تحت سلطة مركزية، وأدى إلى إصدار الترخيص الوطني بعد سنوات.

### العمل في المختبرات وإجراءات العيادات الطبية
أثناء مراقبة العيادات في القرن الثامن عشر في زمن فوركروي، لاحظ العديد من المشكلات. لاحظ فوركروي أن الأطباء اعتادوا على رؤية أمراض كل مريض على حدة، لكنهم فشلوا في دراسة عدد كبير من الحالات ومقارنتها. كانت هناك أيضًا مشكلات عملية تتعلق بهذه الفكرة، حيث لم تكن الممارسات الفردية للطبيب كافية لاستيعاب أعداد كبيرة من الأشخاص الذين يعانون من مجموعة كبيرة من المشكلات. للتعامل مع هذه المشكلة، اقترح فوركروي برنامجًا في عام 1791 لإنشاء مختبرات سريرية أكثر فعالية. إلى جانب اقتراح هذه المستشفيات، وفكرة ضرورة عمل أطباء شباب على دراية جيدة بالعلوم الحديثة، أراد فوركروي تضمين المواد التي تم الحصول عليها في فحوصات ما بعد الوفاة في تحليل البشر وكيفية تأثرهم بالمرض. كانت هذه الفكرة مهمة في ربط الملاحظات السريرية بنتائج ما بعد الوفاة، ما سمح بتطوير أدوية جديدة. على الرغم من تجاهل العديد من مقترحات الإصلاح في ذلك الوقت، فقد حقق فوركروي درجة من النجاح بسبب مواقفه السياسية. في النهاية، تمكن فوركروي من إنشاء مختبر تعليمي في مدرسة الصحة في باريس، وبدأ تطوير المختبرات السريرية الحديثة.

### المساهمات الاجتماعية
خارج نطاق عمله العلمي المتنوع، شارك فوركروي في الأحداث التي وقعت خلال الثورة الفرنسية، إذ بدأ مشاركته في عام 1793، حيث سعى جاهدًا لإحداث تأثيرات إيجابية على التعليم الفرنسي. بحلول نهاية ذلك العام، وبعد أن شغل عدة مناصب في المؤتمر الوطني، انتُخب رئيسًا لحزب اليعاقبة، وشغل مقعدًا في لجنة السلامة العامة في هذه العملية، التي شغلها لمدة عشرة أشهر تقريبًا. وتولى بعد ذلك مناصب رفيعة وإدارات أخرى في المعاهد التعليمية والمتاحف خلال النظام الثوري وحكومة نابليون أيضًا. بصفته مستشارًا مهمًا لبونابرت، عُين فوركروي وزيرًا للتعليم العام في عام 1802، ما جعله مسؤولًا عن التعليم في فرنسا على جميع المستويات، وهو منصب شغله حتى وفاته في ديسمبر 1809.

## إرثه

### «الثورة الكيميائية»
لم يكن فوركروي أول من نشر عبارة «الثورة الكيميائية»، فقد وصف بوكيه التطورات الجديدة في الكيمياء الهوائية في عام 1778 بأنها «ثورة عظيمة في الكيمياء». مع ذلك، كان فوركروي هو الذي بدأ في وصف المصطلح بشكل أفضل من خلال إطالة النطاق الزمني وتوسيع خريطة الدول التي كانت تساهم في الثورة الكيميائية في أعماله المكتوبة. كان فوركروي هو من لاحظ في البداية الانقسام الذي خضعت له الكيمياء من التاريخ الطبيعي، واستنتج أن الدراستين لم تعدا تشتركان في الأهداف أو الأساليب. في حين أن المؤرخين الطبيعيين في عصره قاموا فقط بوصف وحفظ ما درسوه، كما اعتقد فوركروي، فإن الكيميائيين هم الذين سعوا في ذلك الوقت للكشف عن الهياكل الأساسية للعالم الطبيعي من خلال التحليل التجريبي. أشار فوركروي في منشوراته إلى العديد من الكيميائيين المعاصرين الآخرين بالإضافة إلى علماء من دول أخرى، مقترحًا أن الإصلاح الكيميائي الشامل الذي تم إنجازه كان جهدًا تعاونيًا.